# Platycerium hillii
Platycerium hillii là một loài dương xỉ trong họ Polypodiaceae. Loài này được T. Moore mô tả khoa học đầu tiên..
Danh pháp khoa học của loài này chưa được làm sáng tỏ. 

## Hình ảnh

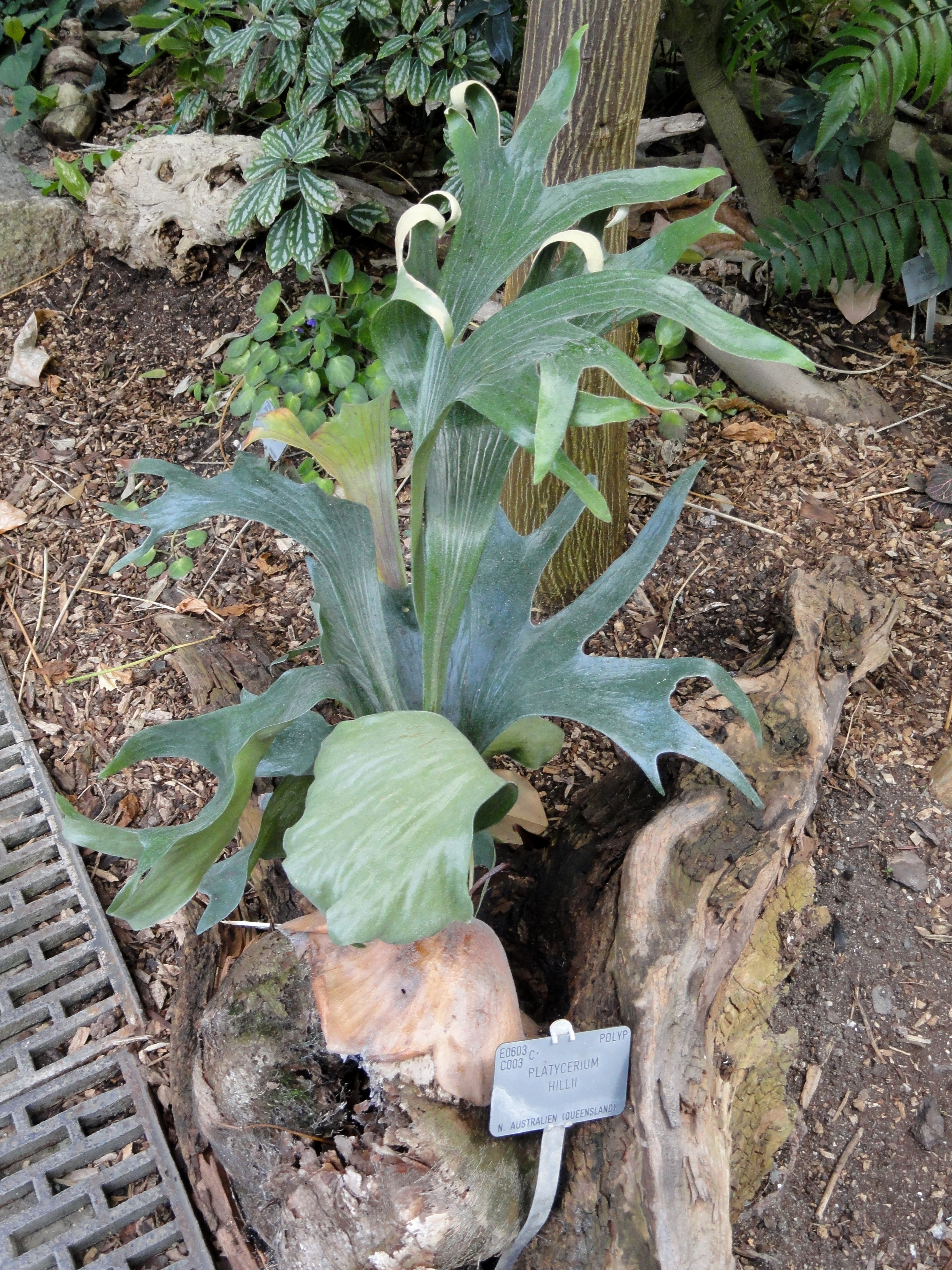
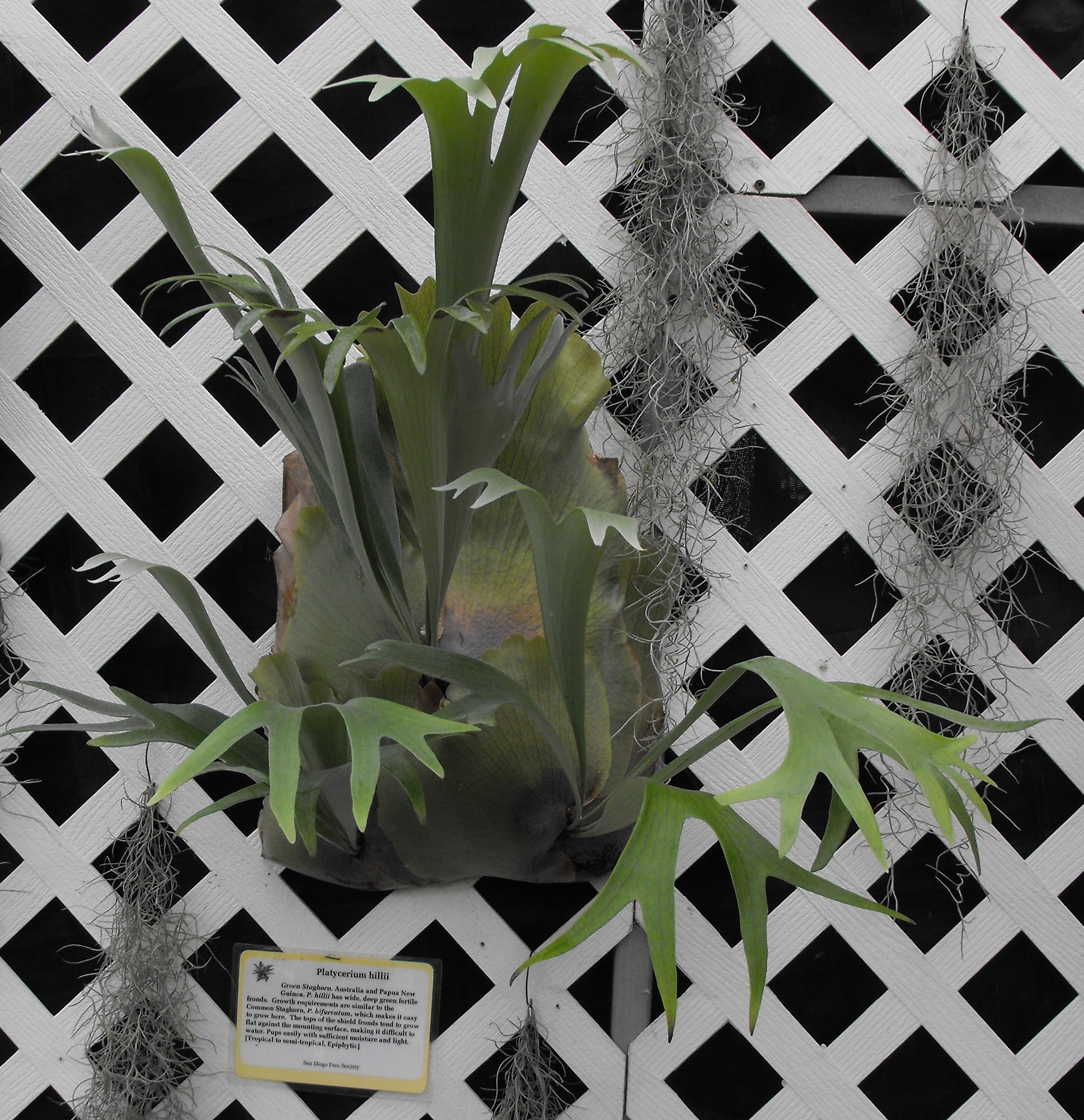